# Rue Maréchal-Joffre (Nantes)
Pour les articles homonymes, voir Rue du Maréchal-Joffre.
La rue Maréchal-Joffre est une voie de Nantes, en France.

## Situation et accès
Située dans le quartier Malakoff - Saint-Donatien, la rue Maréchal-Joffre débute place Maréchal-Foch, et se termine au niveau de l'avenue Chanzy, et se prolonge par la rue du Général-Buat. C'est une artère où les commerces de quartier sont nombreux surtout dans sa partie sud (c'est-à-dire jusqu'au niveau de l'église Saint-Clément), au-delà, la rue est bordée essentiellement d'immeubles résidentiels ou administratifs.

## Origine du nom
Elle porte le nom du Maréchal Joseph Joffre, l'un des plus fameux officiers français durant la Première Guerre mondiale, mais cette décision fut ajournée car, par décret, les hommages publics ne pouvaient être décernés, à l'époque, à des personnalités encore en vie. Ce n'est qu'après le décès de Joseph Joffre que la municipalité fut autorisée à lui rendre cet hommage, neuf jours après sa disparition, le 12 janvier 1931.

## Historique
En 1446, le duc Arthur III de Bretagne fonde une chartreuse sous le titre de Chartreuse des Bienheureux martyrs Donatien et Rogatien à peu près à l'endroit où est situé le couvent de la Visitation.
L'urbanisation du quartier, notamment habité jusque-là par des institutions religieuses (l'« hôpital Notre-Dame », devenu « hôpital Saint-Clément », puis un collège oratorien ; le couvent des Ursulines, devenu aujourd'hui la caserne Gouzé qui abrite le corps des Sapeurs-pompiers de Nantes avec son musée) suit celui des cours Saint-Pierre et Saint-André au XVIIIe siècle.
Jusqu'à l'ouverture du cimetière La Bouteillerie en 1774, il existait face à l'église Saint-Clément, un cimetière datant au moins du XVe siècle, destiné aux familles catholiques de la paroisse. Un oratoire (la chapelle du Champ-Fleuri) y avait été élevé,.
Ce dernier tronçon du « chemin de Paris » qui aboutissait naguère à la porte Saint-Pierre, est rebaptisé « rue Rogatien », dans sa partie nord qui s'étendait jusqu'au la rue de Coulmiers, elle est renommée « rue Démosthène » durant la Révolution, puis « rue Saint-Clément ». Le 30 décembre 1918, le conseil municipal décide d'attribuer le nom de « rue Maréchal-Joffre ».
Depuis octobre 2012, la rue est parcourue dans un sens (vers la place Maréchal-Foch, le sens inverse se faisant par la rue Gambetta) par la ligne de Chronobus C1, qui dessert l'arrêt Saint-Clément.